# Arabella Churchill

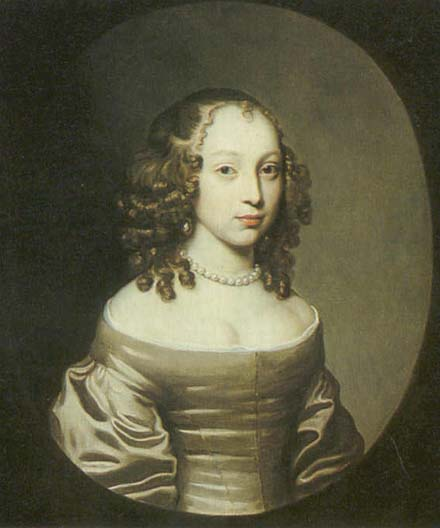
Arabella Churchill

Arabella Churchill (n. 23 februarie 1648 – d. 30 mai 1730) a fost metresa regelui Iacob al II-lea al Angliei și mama a patru dintre copii lui (numiți FitzJames Stuart, ceea ce înseamnă "fiu al lui James Stuart").

## Biografie
Arabella a fost fiica lui Sir Winston Churchill, un strămoș viitorului prim-ministru cu același nume, și a Elisabetei Drake.  A fost sora primului Duce de Marlborough; ceilalți frați ai ei au fost George, ofițer în marina regală, și Charles Churchill, general britanic.
Și-a început relația cu Iacob, pe atunci Duce de York, în jurul anului 1665, în timp ce el era căsătorit cu  Anne Hyde.  Arabella a devenit doamnă de onoare a ducesei în acel an și a născut doi copii în timpul vieții Annei. Churchill a fost descrisă ca fiind "o creatură înaltă, palidă, și doar piele și oase." Ea a afișat de multe ori un spirit rapid și o  inteligență plină de viață, care l-a legat pe Iacob de ea timp de zece ani și patru copii. După anul 1674, ea s-a căsătorit cu Charles Godfrey și a mai avut încă trei copii. Ei au trăit fericiți împreună 40 de ani.

## Copii

### Copii cu Iacob al II-lea al Angliei
- Henrietta FitzJames, (1667 – 3 aprilie 1730)
- James FitzJames, Duce de Berwick, (1670 – 1734)[3]
- Henry FitzJames, Duce de Albemarle, (1673 – 1702)
- Arabella FitzJames, (1674 – 7 noiembrie 1704), a devenit călugăriță.

Prin copii ei Henrieta, Contesă de Newcastle și James, Duce de Berwick, ea este strămoașa Contelui Spence și a Dianei, Prințesă de Wales ca și a Ducilor de Berwick, mai târziu Duci de Alba și a lui Cayetana Fitz-James Stuart, Ducesă de Alba, persoana cu cele mai multe titluri nobile din lume.

### Copii cu Charles Godfrey
- Francis Godfrey.
- Charlotte Godfrey, căsătorită cu Hugh Boscawen, Viconte Falmouth.
- Elizabeth Godfrey, căsătorită cu Edmund Dunch, fiu al lui Hungerford Dunch.